# Catedral de San Pedro en Cadenas
La catedral de San Pedro en Cadenas es la catedral de Cincinnati, Ohio y sede de la arquidiócesis de Cincinnati. Se trata de una edificación de estilo neogriego, ubicada entre las calles 8.ª y Plum, en el centro de Cincinnati. La catedral de San Pedro se inició con la colocación de su piedra angular el 20 de mayo de 1841, bajo la dirección del entonces obispo —después arzobispo— John Baptist Purcell, y oficialmente dedicada el 2 de noviembre de 1845. Su única aguja se eleva a 68 metros sobre el nivel de la calle, por lo que fue durante muchas décadas la edificación más alta de la ciudad, y está construida de color blanco puro y piedra caliza.
La primera iglesia dedicada a San Pedro estaba situada en las calles Sexta y Sycamore. Fue dedicada el 17 de diciembre de 1826, en lo que ahora es el emplazamiento de la Iglesia de San Francisco Javier y se convirtió en la sede del primer obispo. 
Los grandes ángeles de piedra que estaban en cada lado de los principales altares fueron creados por Odoardo Fantacchiotti a finales de 1840. En la actualidad, se encuentran en un ala del Museo de Arte de Cincinnati. Esas fueron unas de las primeras esculturas de Europa en llegar a Cincinnati.
El interior de la Catedral de San Pedro en Cadenas se distingue por ser una de las pocas catedrales católicas en los Estados Unidos con mosaicos griegos que representan el viacrucis, con una ornamentación de columnas corintias y grandes puertas de bronce: esto la convierte en una de las pocas catedrales de su tipo en el país. El crucifijo fue realizado por Benvenuto Cellini; los murales, por Carl Zimmerman; y los mosaicos en el ábside, por Anton Wendling.

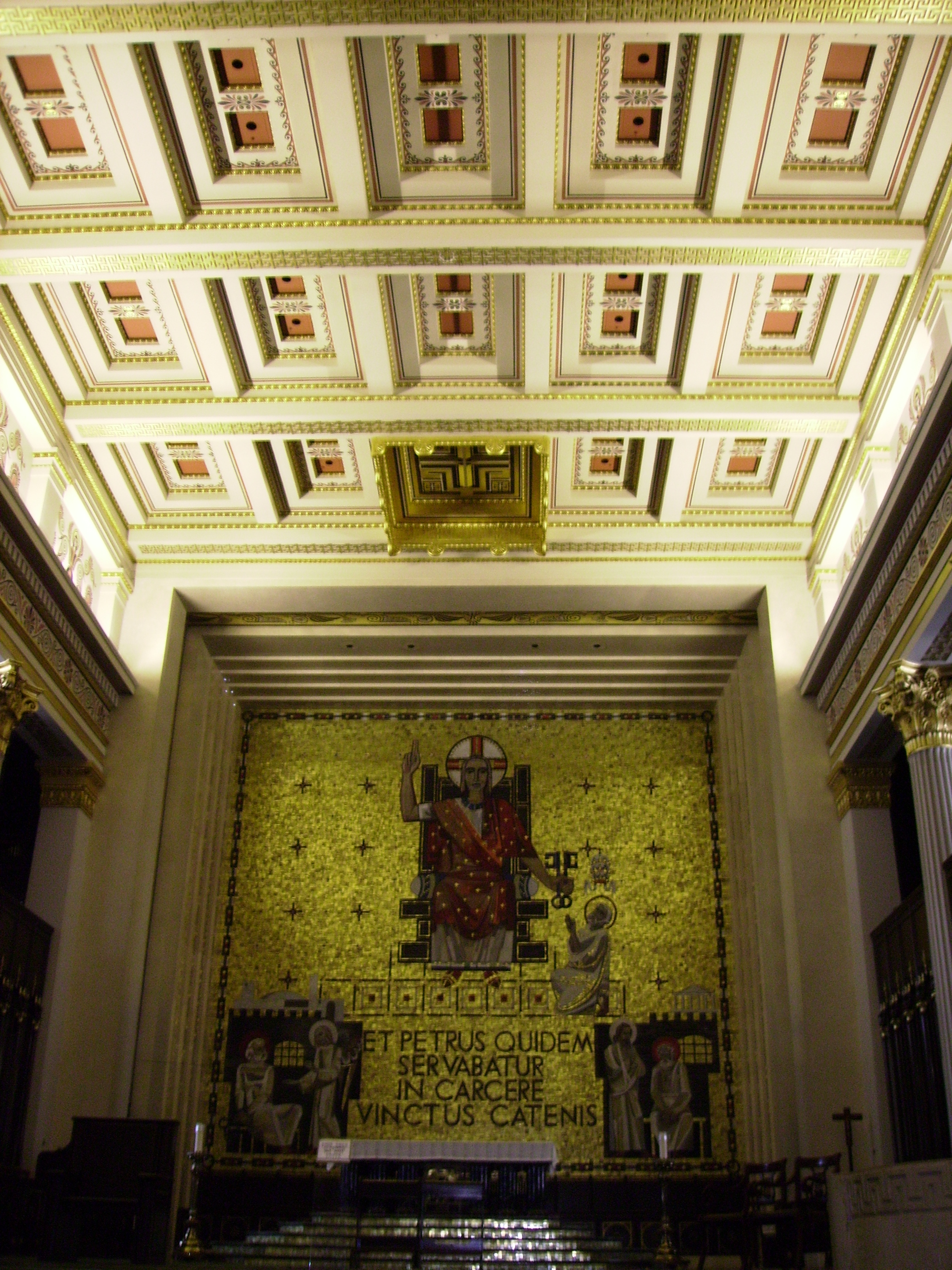
el interior de la catedral.

Entre 1938 y 1957, San Pedro en Cadenas dejó de ser la sede catedralicia, en favor de la iglesia de Santa Mónica, que era mucho más moderna y que se localiza en Clifton Heights, al norte del centro de la ciudad. Sin embargo, gracias al arzobispo Karl Joseph Alter y a su plan de renovación urbana, la iglesia sufrió importantes restauraciones y ampliaciones a mediados de los años 1950 y, de este modo, el 3 de noviembre de 1957, en medio de una gran celebración y fanfarria, volvió a ser consagrada como catedral. En la actualidad, San Pedro Cadenas alberga una comunidad de fieles floreciente y diversa, con feligreses que asisten a misa procedentes de toda la aglomeración urbana de Cincinnati. En 1977 la catedral acogió la visita del arzobispo polaco Karol Wojtyła, que al año siguiente se convertiría en el papa Juan Pablo II. Hasta la fecha, más de dos docenas de obispos católicos se han consagrado dentro de sus paredes.